# Beregszász község
Beregszász község (ukránul: Берегівська міська громада, magyar átírásban: Berehivszka miszka hromada) önálló területi önkormányzattal rendelkező közigazgatási egység (hromada) Ukrajna Kárpátontúli területének Beregszászi járásában. A község székhelye Beregszász város, önkormányzati testülete a Beregszászi Városi Tanács, amelynek elnöke Babják Zoltán. A község területe 259 km², lakossága 44 381 fő.
A községet 2020. június 12-én hozták létre az ukrajnai közigazgatási reform során a Beregszászi Városi Tanács és további 14 falu tanácsának összevonásával.

## Települések
Beregszász községet egy város és 17 falu alkotja:

### Városok
- Beregszász

### Falvak
- Badaló
- Balazsér
- Bene
- Csetfalva
- Csikósgorond
- Gát
- Halábor
- Kígyós
- Makkosjánosi
- Mezőgecse
- Nagybakta
- Nagyborzsova
- Nagymuzsaly
- Sárosoroszi
- Tasnádtanya
- Tiszacsoma
- Vári